# مات بيرك (لاعب دوري الرغبي)
مات بيرك (بالإنجليزية: Matthew Burke)‏ هو لاعب دوري الرغبي أسترالي، ولد في 15 سبتمبر 1964 في غوسفورد في أستراليا.

## وصلات خارجية
- ماثيو بيرك عل موقع إسبنسكروم (الإنجليزية)